# Veracruz Sporting Club
El Veracruz Sporting Club es un club de fútbol masculino de la ciudad de Veracruz (México).
Se fundó en 1908 por empresarios españoles, encabezados por los hermanos Ángel y Mariano Rivera. Fue invitado a participar en la liga de la Ciudad de México en la temporada 1931-32, después de una gran desorganización que existió en la liga que propició la salida del Club de Fútbol México y el Real Club España.
En su primera campaña en la Ciudad de México terminaría en sexto lugar con cuatro victorias, dos empates y ocho derrotas, para la temporada 1932-33 la liga fue dividida en dos grupos y el Sporting fue relegado al grupo de menor calidad llamado "B", definido así pues se encargaba de jugar los partidos preliminares a los juegos estelares del grupo "A".
El resto del grupo estaba formado por el Club Leonés, Germania FV, Club Deportivo Marte y el México FC. El Sporting finalizaría como último lugar con solo tres puntos, por lo que al final de la temporada se decidió regresar al equipo a la Liga Veracruzana.
En 1943 se fusiona con su máximo rival el España de Veracruz, antes Iberia de Córdoba, y conjuntan el Club Deportivo Veracruz que participaría en la Liga Mayor Profesional.

## Veracruz Sporting, campeones por tradición
El equipo de futbol Veracruz Sporting ha sido campeón en la liga veracruzana en repetidas ocasiones. Esta es una lista de los campeones en las temporadas del 1915 a 1943, año en que se fusionan los equipos España y Veracruz Sporting Club para formar los tiburones rojos.
- 1915-16 Veracruz Sporting Club
- 1916-17 Veracruz Sporting Club
- 1917-18 Veracruz Sporting Club
- 1918-19
- 1919-20 Iberia de Veracruz
- 1920-21
- 1921-22 Iberia de Córdoba
- 1922-23
- 1923-24 España de Veracruz (Cuando el Iberia fue respaldado por el España de la Ciudad de México)
- 1924-25 Veracruz Sporting Club
- 1925-26 Iberia de Córdoba (no se si se creó un nuevo Iberia o se referían al España con su antiguo nombre)
- 1926-27 Veracruz Sporting Club
- 1927-28 Veracruz Sporting Club
- 1928-29 Veracruz Sporting Club
- 1929-30 Veracruz Sporting Club
- 1930-31 Veracruz Sporting Club
- 1931-32 Iberia de Córdoba (igual que arriba)
- 1932-33
- 1933-34
- 1934-35 Unión Deportiva Río Blanco
- 1935-36 España de Veracruz
- 1936-37 CIDOSA (Compañía Industrial de Orizaba, S.A., aunque en diarios antiguos leí que jugaba en Río Blanco quizás era información errónea)
- 1937-38 Unión Deportiva Moctezuma de Orizaba
- 1938-39 España de Veracruz
- 1939-40 CIDOSA
- 1940-41 Veracruz Sporting Club
- 1941-42 España de Veracruz
- 1942-43 Veracruz Sporting Club

En 1945 se da la fusión del España y el Sporting y crean al Club Deportivo Veracruz, los actuales Tiburones Rojos.

## Tiempos Recientes
El Veracruz Sporting reaparece en 2011 el fútbol profesional veracruzano, este equipo ha sido presentado y jugará en la Tercera División de Talentos.
A partir de 2011, el club se reincorporó a la federación profesional mexicana y se inscribió en la Tercera División de México para el Torneo Apertura 2011. 
El director técnico del Veracruz Sporting será el experimentado Arturo Avíles y tendrá como sede el campo del Estadio de la Universidad UVM Villa Rica.
A nivel directivo, José Antonio Serrano fungirá como el presidente del equipo y Carlos Bremen será el vicepresidente del mismo conjunto porteño.

## Liga Amateur de Veracruz
- Palmarés (11): 1914-15, 1915–16, 1916–17, 1924–25, 1926–27, 1927–28, 1928–29, 1929–30, 1930–31, 1940–41, 1942–43.

## Uniforme
- Representaba a la aristocracia local
- Su camiseta era a rayas verticales rojas y negras.